# Tuberaria glomerata
Tuberaria glomerata är en solvändeväxtart som beskrevs av Heinrich Moritz Willkomm. Tuberaria glomerata ingår i släktet fläcksolvändor, och familjen solvändeväxter. Inga underarter finns listade i Catalogue of Life.